# Нокс (округ, Теннесси)
Округ Нокс (англ. Knox County) располагается в штате Теннесси, США. Официально образован 11 июня 1792 года. По состоянию на 2010 год численность населения составляла 432 226 человек.

## География
По данным Бюро переписи США, общая площадь округа равняется 1362,341 км2, из которых 1315,721 км2 — суша, 44,030 км2, или 3,290 %, — водоёмы.

## Население
По данным переписи населения 2000 года, в округе проживали 382 032 жителя в составе 157 872 домашних хозяйств и 100 722 семей. Плотность населения составляет 290,00 человека на 1 км2. На территории округа насчитывается 171 439 жилых строений, при плотности застройки около 130,00 строения на 1 км2. Расовый состав населения: белые — 88,10 %, афроамериканцы — 8,63 %, коренные американцы (индейцы) — 0,26 %, азиаты — 1,29 %, гавайцы — 0,03 %, представители других рас — 0,50 %, представители двух или более рас — 1,18 %. Испаноязычные составляли 1,26 % населения независимо от расы.
В составе 28,50 % из общего числа домашних хозяйств проживают дети в возрасте до 18 лет, 49,80 % домашних хозяйств представляют собой супружеские пары, проживающие вместе, 10,90 % домашних хозяйств представляют собой одиноких женщин без супруга, 36,20 % домашних хозяйств не имеют отношения к семьям, 29,60 % домашних хозяйств состоят из одного человека, 9,10 % домашних хозяйств состоят из престарелых (65 лет и старше), проживающих в одиночестве. Средний размер домашнего хозяйства составляет 2,34 человека, средний размер семьи — 2,92 человека.
Возрастной состав округа: 22,30 % — моложе 18 лет; 11,60 % — от 18 до 24; 30,40 % — от 25 до 44; 23,10 % — от 45 до 64; 23,10 % — от 65 и старше. Средний возраст жителя округа — 36 лет. На каждые 100 женщин приходится 93,50 мужчин. На каждые 100 женщин старше 18 лет приходится 90,10 мужчин.
Средний доход на домохозяйство в округе составлял 37 454 USD, на семью — 49 182 USD. Среднестатистический заработок мужчины — 35 755 USD против 25 140 USD для женщины. Доход на душу населения составлял 21 875 USD. Около 8,40 % семей и 12,60 % общего населения находились ниже черты бедности, в том числе 14,50 % молодежи (тех, кому ещё не исполнилось 18 лет) и 9,70 % тех, кому было уже больше 65 лет.